# Makurdi

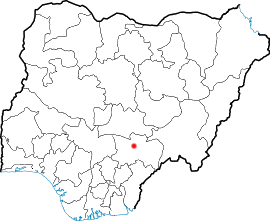
Localização de Makurdi.

Makurdi é uma cidade da Nigéria, capital do estado de Benue. Sua população é estimada em 341.152.